# サン・クロレラ
サン・クロレラは、日本の健康食品メーカーである。京都府京都市下京区に本社を構える。
創業者・中山秀雄は戦後、京都市で起業家として活動したが、兵役についていたことからその無理がたたり病気にかかり、治療に専念。その中でクロレラと出会い、治癒した体験を生かし、クロレラの健康法研究に尽力する。1969年中山がこの会社の前身となる「平安クロレラ・ジェフシー」を設立。当初は地元での店頭販売のみだったが、その後通信販売事業に移行。更に海外にも普及し、日本に23箇所、海外21拠点（2020年3月現在）のネットワークを結ぶようになる。

## 企業沿革
- 1969年12月 平安クロレラ・ジェフシー設立
- 1971年7月 クロレラ・サンに社名変更
- 1974年3月 京都市下京区に第1サン・クロレラビル建設
- 1976年11月 サン・クロレラA発売しベストセラーに
- 1980年2月 サン・クロレラ（第1期）に社名変更
- 1981年12月 クロレラ細胞膜破砕法が特許認定
- 1986年1月 インターナショナル薬効食品開発に社名変更
- 1989年9月に夢、11月にサン・クロレラ（第2期）がそれぞれ国内販売会社として設立
- 1994年7月 クロレラ細胞膜破砕法がアメリカ合衆国の特許認定
- 1999年6月 販売会社・サン・クロレラ販売設立
- 1999年12月 社名をサン・クロレラ（第3期）に変更
- 2000年1月 中山秀雄没
- 2000年8月 日本ゴルフツアー機構公認大会「サン・クロレラクラシック」開催。冠協賛社となる（2012年まで）
- 2001年1月 細胞破裂によるクロレラ細胞壁破砕法が日本の特許を受ける
- 2001年5月 現本社ビル竣工(京都 烏丸五条)
- 2004年3月 サン・クロレラUSA新社屋建設(アメリカ ロサンゼルス)
- 2006年3月 サン・クロレラ上海 法人設立
- 2006年10月 サン・クロレラロンドン 支店設立
- 2013年3月 サン・クロレラUSA 30周年
- 2019年12月 サン・クロレラ 50周年
- 2023年3月 当社代表取締役社長・中山太が男子プロバスケットボールリーグ・B.LEAGUE所属の滋賀レイクスターズの運営会社の筆頭株主であるマイネットの株式の殆どを買収し、4月1日から滋賀レイクスターズの筆頭株主となる。

## 関連会社
- サン・クロレラジャパン株式会社
- 株式会社 クロレランド

## 訴訟
2014年1月17日にNPO法人・京都消費者契約ネットワークがサン・クロレラの関連会社であるサン・クロレラ販売を、新聞折り込み広告の配布差し止めを求め京都地裁に提訴した。2015年1月21日、京都地方裁判所は「広告として許容される誇張の限度を大きく超える」として、サン・クロレラ販売に表示と広告配布の差し止めを命じた。同月23日、サン・クロレラ販売は判決を不服として大阪高裁に控訴した。2016年2月25日、消費者団体「京都消費者ネットワーク」がサン・クロレラ販売に広告差し止めを求めた訴訟の控訴審判決で、大阪高裁は差し止めを命じた一審・京都地裁判決を取り消し、請求を棄却した。